# Станове (Борисовський район)
Станове (рос. Становое) — хутір у Борисовському районі Бєлгородської області Російської Федерації.
Населення становить 4  особи. Входить до складу муніципального утворення Стригуновське сільське поселення.

## Історія
Населений пункт розташований у східній частині української суцільної етнічної території — східній Слобожанщині.
Згідно із законом від 20 грудня 2004 року № 159 від 1 січня 2006 року органом місцевого самоврядування було Стригуновське сільське поселення.

## Населення
| 2002 | 2010 |
| ---- | ---- |
| 17   | ↘4   |